# Clymer
Clymer és una població dels Estats Units a l'estat de Pennsilvània. Segons el cens del 2000 tenia 1.547 habitants.

## Demografia
Segons el cens del 2000, Clymer tenia 1.547 habitants, 679 habitatges, i 418 famílies. La densitat de població era de 1.012,4 habitants per quilòmetre quadrat.
Dels 679 habitatges en un 27% hi vivien nens de menys de 18 anys, en un 44,9% hi vivien parelles casades, en un 12,5% dones solteres, i en un 38,3% no eren unitats familiars. En el 35,1% dels habitatges hi vivien persones soles el 21,6% de les quals corresponia a persones de 65 anys o més que vivien soles. El nombre mitjà de persones vivint en cada habitatge era de 2,28 i el nombre mitjà de persones que vivien en cada família era de 2,97.
Per edats la població es repartia de la següent manera: un 22,9% tenia menys de 18 anys, un 7,4% entre 18 i 24, un 27,1% entre 25 i 44, un 21,6% de 45 a 60 i un 20,9% 65 anys o més.
L'edat mediana era de 39 anys. Per cada 100 dones de 18 o més anys hi havia 76,3 homes.
La renda mediana per habitatge era de 24.688 $ i la renda mediana per família de 36.688 $. Els homes tenien una renda mediana de 29.375 $ mentre que les dones 25.000 $. La renda per capita de la població era de 14.250 $. Entorn del 14,5% de les famílies i el 16,5% de la població estaven per davall del llindar de pobresa.

## Poblacions més properes
El següent diagrama mostra les poblacions més properes.